# Julma-Ölkky
Julma-Ölkky (också Julma Ölkky eller Julmaölkky) är en sjö i kommunen Kuusamo nära gränsen till Suomussalmi i landskapet Norra Österbotten i Finland. Sjön ligger 243,8 meter över havet. Arean är 15 hektar och strandlinjen är 5,88 kilometer lång. Sjön  ingår i Uleälvens huvudavrinningsområde.   Den ligger omkring 190 kilometer öster om Uleåborg och omkring 640 kilometer norr om Helsingfors. 
Julma-Ölkky är en djup sjö med branta stränder, ungefär 47 kilometer söder om Kuusamo centrum.

## Källor

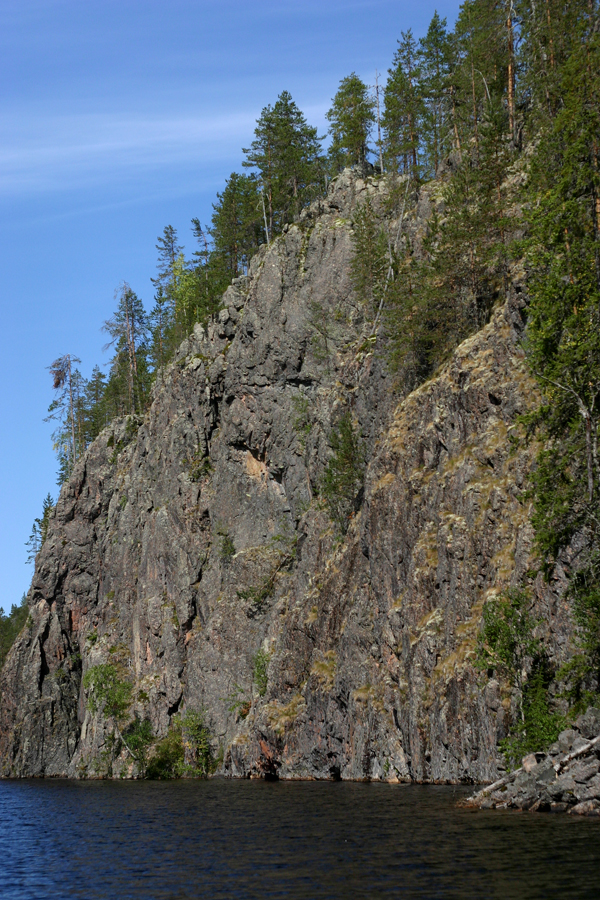
Klippor vid Julma-Ölkky.